# Livre d'or des morts pour la France de la guerre de 1914-1918
Cet article concerne le livre d'or des morts pour la France de la guerre 1914-1918. Pour les autres livres d'or, voir Livre d'or.
Le livre d'or des morts pour la France au cours de la guerre de 1914-1918 recense le nom des morts de chaque commune en  France métropolitaine, ainsi qu'en Algérie, Maroc, Sénégal et Brésil, selon la loi du 25 octobre 1919.
Ces registres sont informatisés à la disposition du public.

## La loi du 25 octobre 1919
Afin d'honorer la mémoire de chaque soldat mort pour la France au cours de la Première Guerre mondiale, l’État instaure un recensement systématique, par la loi n°15135 du 25 octobre 1919 intitulée « Loi relative à la commémoration et à la glorification des morts pour la France au cours de la grande guerre ». Chaque commune reçoit donc un registre, le Livre d'or, sur lequel les noms des soldats seront inscrits. Le texte de cette loi paraît dans le  Journal officiel  daté du  26 octobre 1919.

## Le livre d'or de chaque commune
La loi prévoyait que ce livre d’or serait déposé dans une des salles de la commune et tenu à la disposition des habitants de la commune.
Les données, dactylographiées ou manuscrites, étaient entrées dans quatre champs : nom et prénom, date et lieu de naissance, régiment et grade et enfin, date et lieu du décès.
Il était également prévu que ces registres seraient déposés au Panthéon, mais, comme l'explique Michèle Conchon, responsable du pôle Première Guerre mondiale aux Archives nationales, le projet a été abandonné à cause de la Seconde Guerre mondiale.

## Livres d'or virtuels, à l'échelle nationale
L'informatisation de ces livres est maintenant accessible au public dans son intégralité.

### Archives nationales

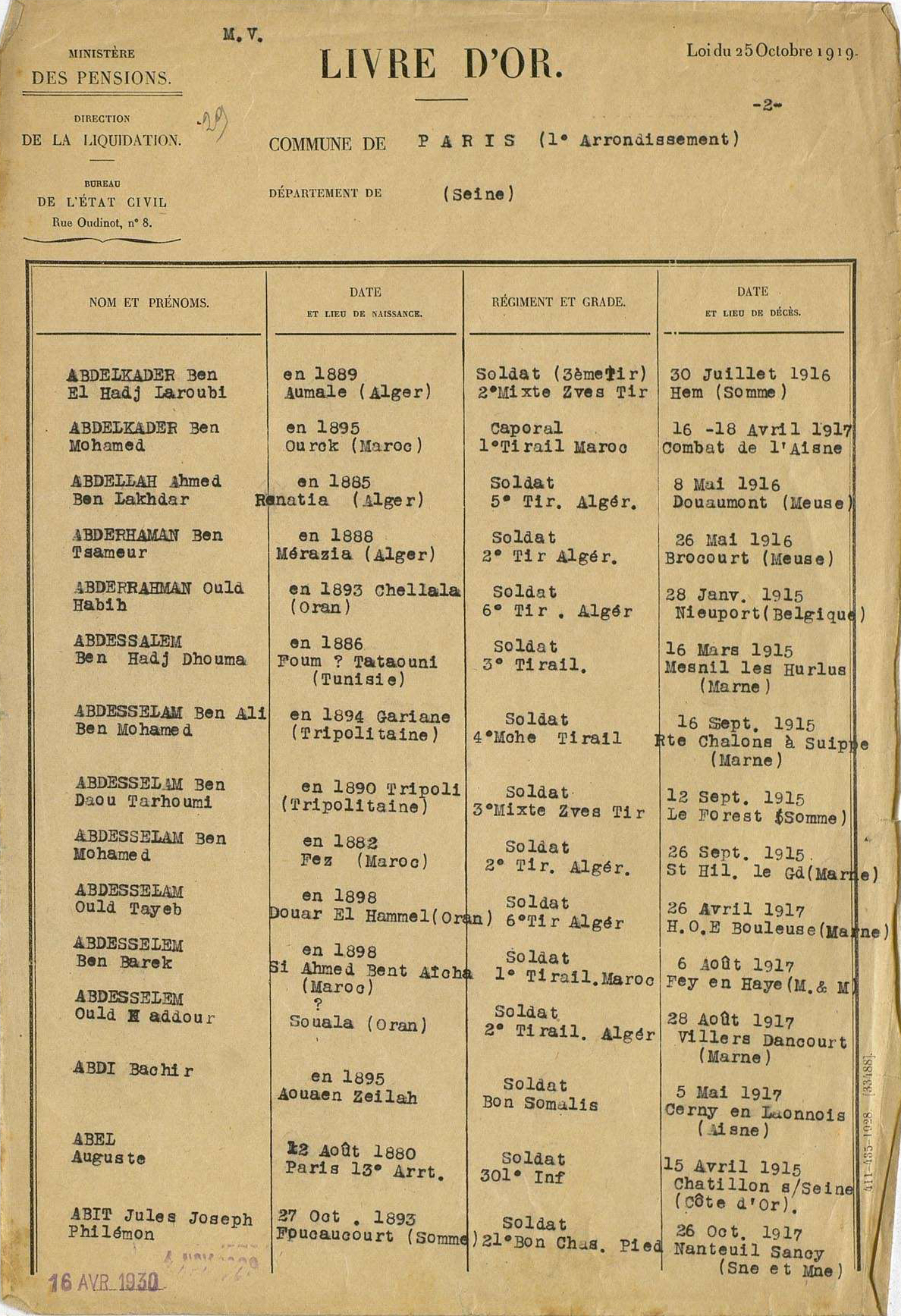
Page d'un livre d'or des morts pour la France 1914-1918

Il est désormais possible de consulter une grande partie des archives numérisées de la base de données des Archives nationales, dans la salle des inventaires virtuelle.

### Ministère des Armées
La liste nominative de la base de données des Morts pour la France de la Première Guerre mondiale est accessible sur le site « Mémoires des hommes » du Ministère des Armées.

### MémorialGenWeb
Ce site signale en plus si une personne est inscrite sur plusieurs registres.

## Livres d'or au niveau local

### Virtuel
Ce livre d'or virtuel de la ville de Paris liste les soldats morts parisiens selon les livres d'or et indique clairement si des corrections y ont été apportées.

### Concret
Il s'est concrétisé par la réalisation, sur l'extérieur d'un mur du cimetière du Père Lachaise, d'un monument aux morts parisiens de la Guerre 14-18 sur lequel figurent 94 415 noms, sur l'instigation d'Anne Hidalgo, maire de Paris. Cette liste a été effectuée à partir des livres d'or de chaque arrondissement et du recoupement avec les fiches de Mémoire des Hommes.

## Livres d'or consacrés à des catégories professionnelles

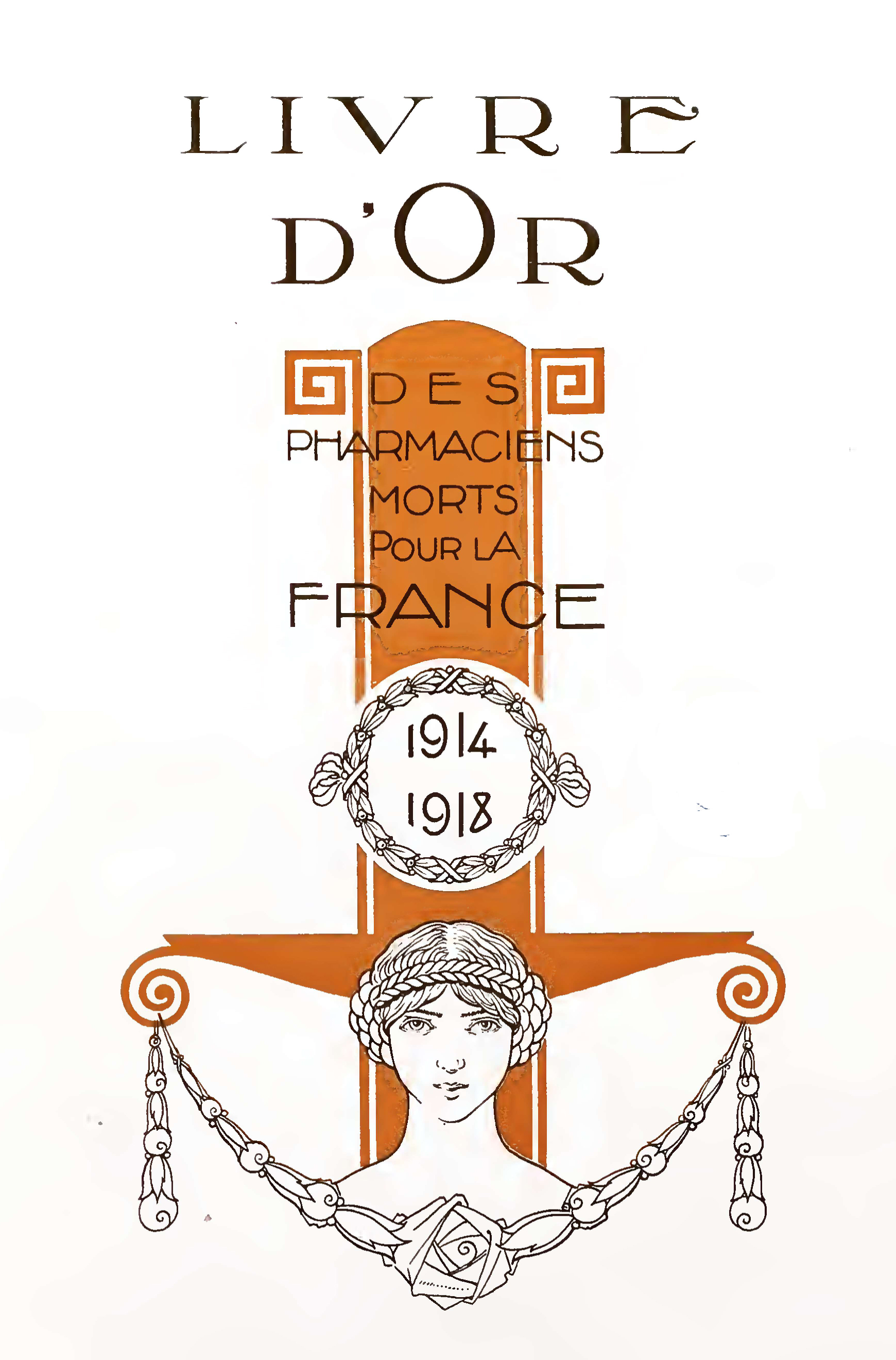
Livre d'or des pharmaciens morts pour la France 1914-1918

Ces registres regroupent les noms des morts en fonction de leur métier ou de leur formation : pharmaciens, officiers supérieurs, élèves des Arts et Métiers ou des Beaux-Arts...

## Répertoire des Livres d'or
Pour terminer, Jean-Luc Dron a recensé tous les Livres d'or connus dans sa Bibliographie de la guerre 1914-1918  - Tableaux d'Honneur et Livres d'Or.